# Walter Kuntze
Walter Kuntze (Havelsee, 23 febbraio 1883 – Detmold, 1º aprile 1960) è stato un generale tedesco della Germania nazista e criminale di guerra durante la seconda guerra mondiale.

## Biografia
Nato a Havelsee, nel Brandeburgo, Germania, Kuntze ha avuto una lunga carriera militare, servendo nell'esercito tedesco durante entrambe le guerre mondiali. Durante la Seconda Guerra Mondiale, Kuntze ha comandato la 12ª Armata militare e ha ricoperto il ruolo di comandante ad interim del Comando Sud-Est della Wehrmacht. È noto per il suo coinvolgimento nelle atrocità commesse nei Balcani, in particolare per la sua responsabilità nella strage di Kragujevac, dove centinaia di civili serbi furono uccisi in rappresaglia per attacchi partigiani.
Dopo la guerra, Kuntze fu catturato dagli Alleati e processato nel "Processo degli Ostaggi" a Norimberga, dove fu condannato per crimini di guerra e crimini contro l'umanità. Fu condannato all'ergastolo, ma fu scarcerato per motivi di salute nel 1953. Morì il 1º aprile 1960 a Detmold, in Germania.